# Ceraeochrysa inbio
Ceraeochrysa inbio is een insect uit de familie van de gaasvliegen (Chrysopidae), die tot de orde netvleugeligen (Neuroptera) behoort. 
Ceraeochrysa inbio is voor het eerst wetenschappelijk beschreven door Penny in 1997.